# Artiglieria

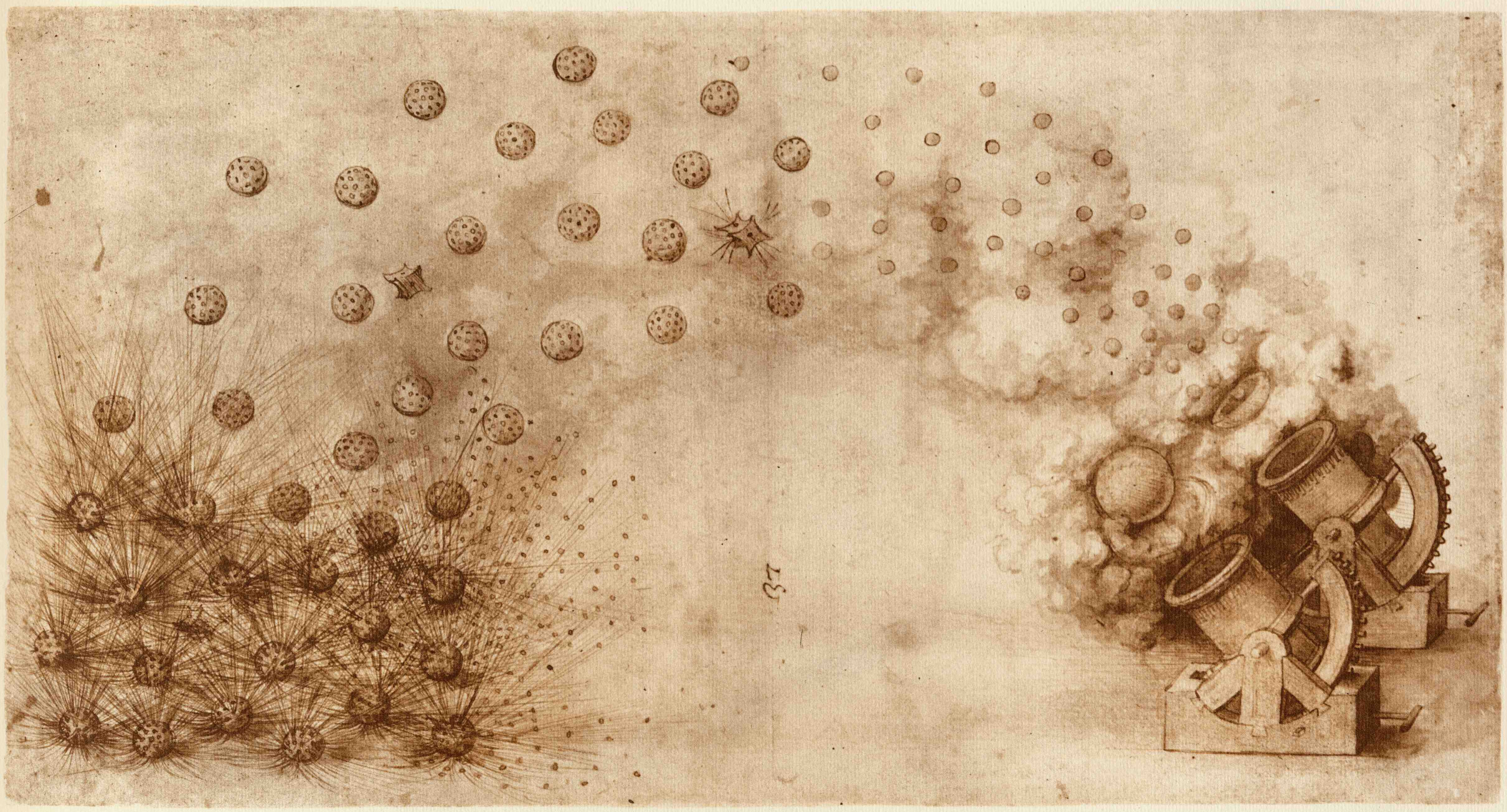
Bombarda dal Codice Atlantico

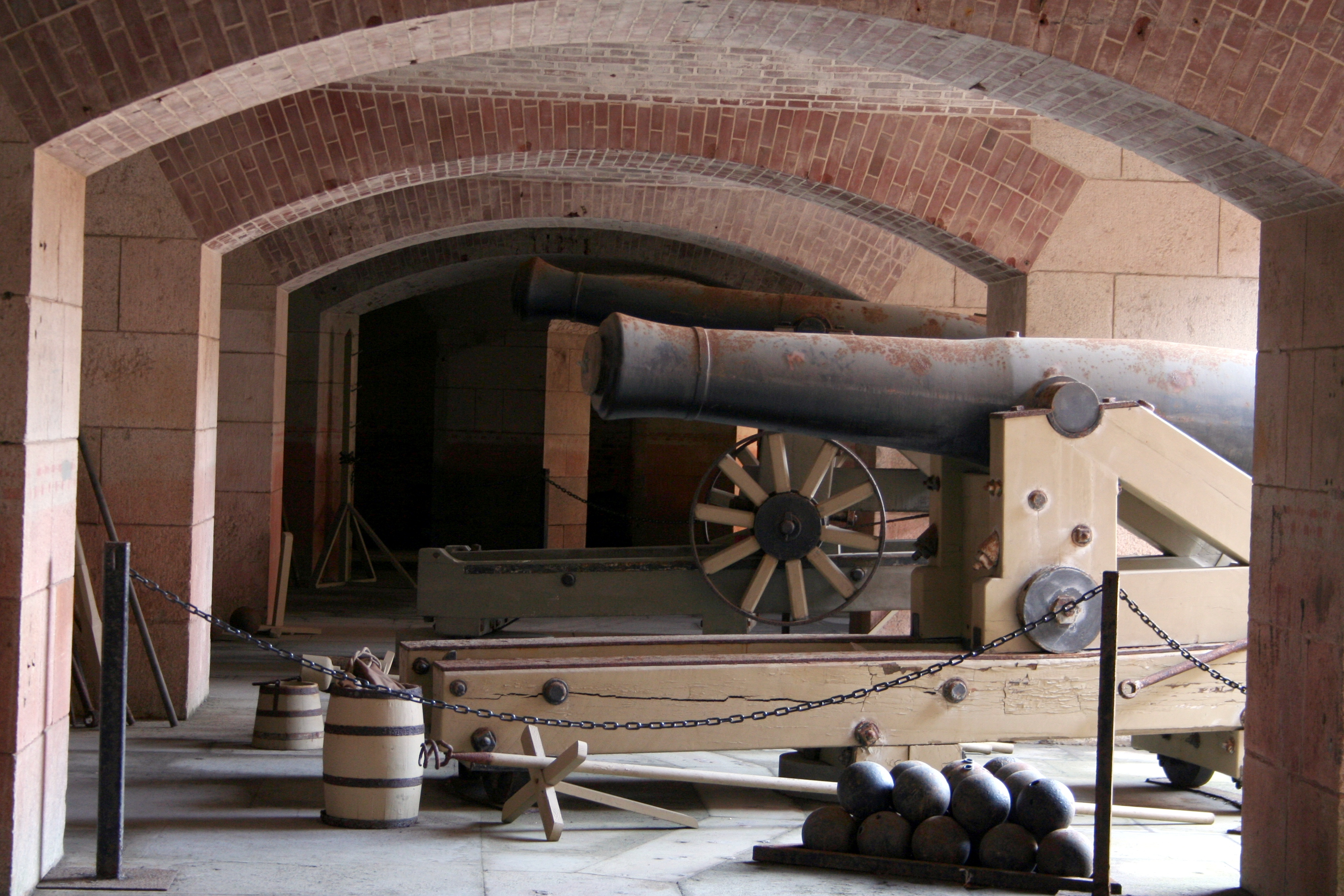
Artiglieria d'epoca esposta a Fort Point, l'edificio storico sotto il Golden Gate Bridge a San Francisco

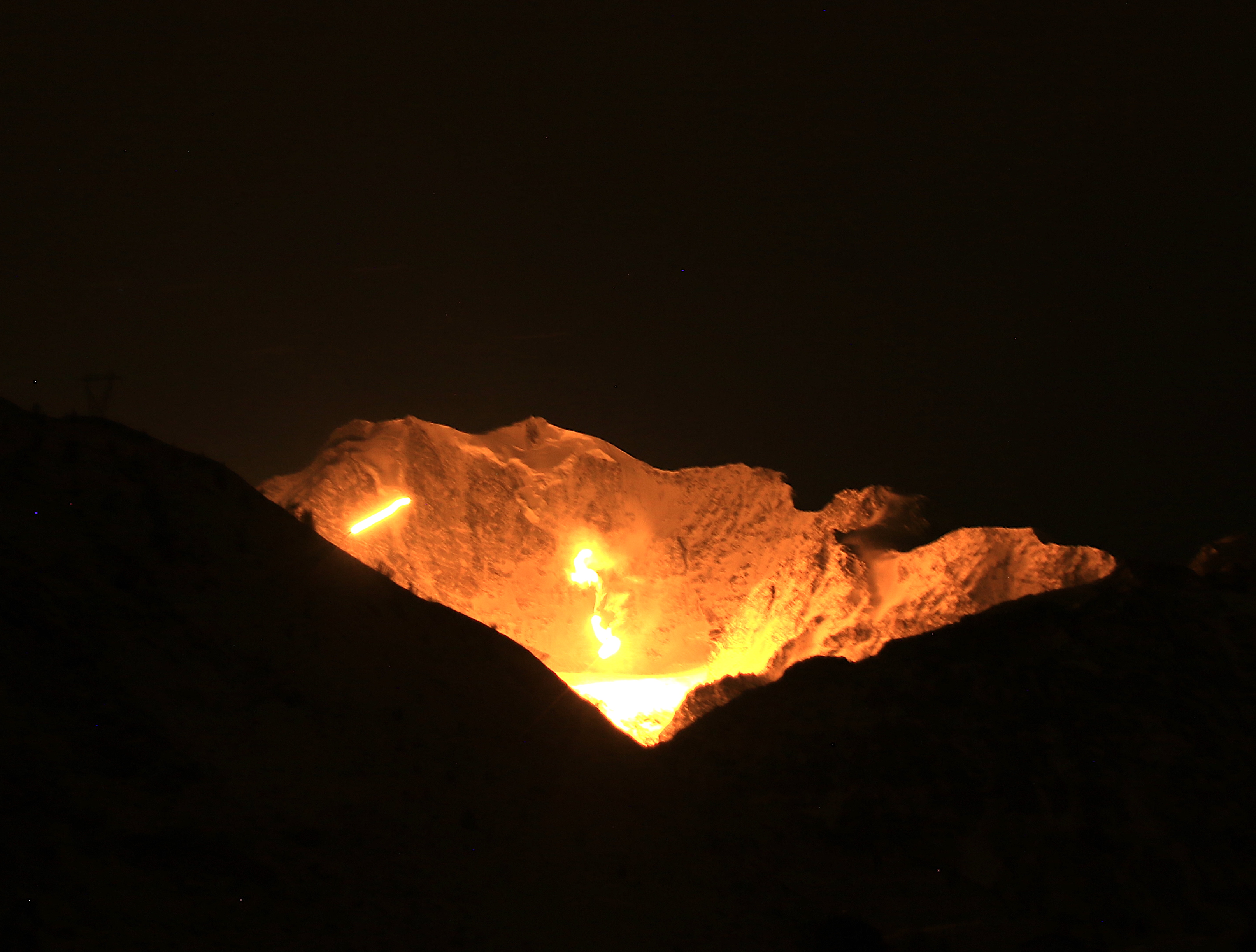
Pratica di tiro sul Passo del Sempione con munizioni di illuminazione. La montagna illuminata è il Monte Fletschhorn

L'artiglieria è l'insieme delle armi da fuoco e delle bocche di fuoco pesanti progettate originariamente per gli assedi.

## Etimologia
Il termine deriverebbe dal latino ars tollendi o ars telorum, cioè l'arte di lanciare dardi. Nei documenti in latino medioevale si trovano le parole arteleria, artelera ed altre voci della stessa forma; tuttavia gli storici continuerebbero ad usare il termine artiglieria anche per indicare le armi da lancio precedenti l'introduzione della polvere da sparo (baliste, catapulte, briccole e simili).

## Storia
Secondo Luigi Cibrario, «la voce attillieria o artiglieria» nel XIII secolo «dinotava ... tutto il materiale della guerra». Ludovico Ariosto nell'Orlando furioso scriveva: « L'artegliaria, come tempesta, fiocca / contra chi vuole al buon Ruggier far torto».
L'uso delle prime bocche da fuoco in Europa risale ai primi decenni del XIV secolo: in Italia documenti ufficiali fiorentini del 1326 si riferiscono all'acquisto di "pilas seu palloctas ferreas et canones de mettallo". Nel 1327 compaiono armi da fuoco a Gassino. Nei decenni successivi fra gli stati italiani preunitari che diedero maggior sviluppo alle artiglierie vi fu la Repubblica di Venezia (le prime armi da fuoco documentate a Venezia risalgono al 1335, ma verosimilmente Venezia disponeva di artiglierie già da tempo), che naturalmente curava soprattutto quelle navali. I Veneti possedevano gran numero di pezzi di tutte le specie e forme: piccoli cannoni di ferro, bombarde di tutti i calibri, fra cui alcune di notevoli dimensioni. Nella lotta che la vide contrapposta alla Repubblica di Genova, l'artiglieria fu ampiamente adoperata nelle operazioni di terra e di mare; soprattutto ebbe largo uso e notevole efficacia nella guerra di Chioggia.
Lo sviluppo dell'artiglieria fu il primo grande cambiamento delle tecniche militari dopo il medioevo. Sovente i metodi di produzione furono mantenuti segreti e trasmessi in cerchie ristrette di tecnici, al fine di mantenere controllo sulla diffusione e la riproduzione di tali oggetti, il cui significato strategico era enorme. Con l'età moderna lo sviluppo dell'artiglieria coinvolse lo studio scientifico di altre materie, come matematica, fisica e chimica,  e coinvolse anche tutte le altre armi da fuoco, come pistole, fucili, mitragliatrici. Verso la fine del XVI secolo vennero introdotti i proiettili scoppianti al posto di quelli pieni e la gamma delle bocche da fuoco si limitò principalmente al cannone, al mortaio e all'obice. Le necessità imposte dalla nuova arma svilupparono tutta una serie di nuove discipline, quali la fortificazione alla moderna, l'assedio scientifico, lo sviluppo di nuovi mezzi di trasporto, nuove tattiche di spiegamento e impiego truppe. Fu conseguentemente uno degli elementi della crisi dell'ordine feudale e del sorgere degli Stati nazionali.

## Caratteristiche e classificazione
Sono armi poco manovrabili ma molto potenti e vennero ampiamente utilizzate sia nelle battaglie terrestri contro la fanteria pesante sia negli assedi contro mura e fortificazioni.
Esse sono caratterizzate da una bocca da fuoco montata su affusto, in grado di sparare proiettili di grandi dimensioni a notevoli distanze, impiegando una carica esplosiva come elemento generante la propulsione.
Per estensione tale termine denota anche i reparti dell'esercito specializzati nell'uso di tali armi.
L'artiglieria è suddivisa in:
- artiglieria terrestre da terra contro obiettivi terrestri
- artiglieria navale da bordo di natanti contro obiettivi navali o terrestri
- artiglieria costiera da terra contro obiettivi navali
- artiglieria contraerea da terra o da natanti contro obiettivi aerei
- artiglieria controcarri da terra anticarro.

## Tipologie

### Artiglieria terrestre
L'artiglieria terrestre è l'insieme delle armi di artiglieria progettate per l'utilizzo a terra. Può essere classificata in diverse modi, ad esempio a seconda dell'installazione, dell'impiego e della traiettoria balistica e dei proiettili utilizzati. Tra i primi tipi si ricordano la colubrina, la bombarda ed il falconetto.

### Artiglieria navale
Una artiglieria navale è montata su una nave da guerra. Originariamente utilizzata solo per la guerra navale, in seguito fu usata anche per il bombardamento a terra e per uso antiaereo. Il termine generalmente si riferisce a proiettili lanciati da cannoni a tubo ed esclude proiettili semoventi come siluri, razzi e missili e quelli semplicemente gettati in mare come cariche di profondità e mine navali. L'utilizzo principale è quello della bordata.
Tra le prime tipologie vi furono cannoni in vari calibri, carronata e archibusone; mentre il primo episodio bellico in cui si vide uno studiato impiego dell'artiglieria navale fu probabilmente la battaglia di Lepanto, in cui navi fornite di cannoni prevalsero su unità combattenti secondo le tattiche dell'abbordaggio e dello speronamento, fino a quel momento le più usate nel Mediterraneo. Inizialmente non esisteva una differenziazione fra artiglierie terrestri e navali, ma alla fine del XVII secolo, pur conservando le stesse bocche da fuoco, gli affusti navali cominciarono a differenziarsi da quelli delle artiglierie terrestri, soprattutto per le diverse esigenze di spazio e di movimento. Tuttavia solo nella seconda metà del XIX secolo si arrivò ad una netta diversificazione.
Nel corso della guerra di secessione americana furono costruite le prime navi con corazza in ferro, che non poteva più essere perforata dai cannoni usati all'epoca sulle navi (in legno), quindi si modificò completamente l'organizzazione delle artiglierie sulle navi, concentrando il peso della bordata in pochi cannoni di grosso calibro, invece di ripartirlo su molti cannoni di calibro più piccolo. Nel 1863) in Scozia fu varata, per la Marina danese, la Rolf Krake, prima nave europea con cannoni non in bordata (fissi e sparanti dal bordo o fianco della nave), ma con cannoni in torretta, cioè su una struttura ruotante che poteva colpire sia in caccia (lungo la linea di movimento della nave) sia in bordata (perpendicolarmente alla linea di movimento). L'ultima evoluzione delle artiglierie navali si ebbe con la HMS Dreadnought, corazzata che fu eponima non solo di una classe, ma di un tipo di nave che dominò il mare fino all'affondamento della Bismarck. Le artiglierie navali, a partire dalla metà del XIX secolo, sono morfologicamente cannoni, dato che hanno una lunghezza di canna superiore a 30 volte il calibro, quindi possono sparare a tiro teso. Tuttavia il tiro delle artiglierie navali è gestito come tiro di obici, in quanto le distanze a cui vengono impegnati i bersagli sono tali che non si può pensare di utilizzare il primo arco (traiettoria prima del vertice della parabola), quindi vengono gestite da apposite direzioni di tiro centralizzate presenti sulla nave con l'ausilio di tiri di aggiustamento sul bersaglio.
Con l'invenzione delle Dreadnought i cannoni principali delle navi furono concentrati in torrette binate (con due cannoni) o trinate (con tre). Ogni torretta aveva la sua corazzatura e la sua santabarbara, per evitare di concentrare troppi esplosivi in un singolo locale. Fino alla seconda guerra mondiale si ebbe un continuo aumento di calibro dei cannoni navali, fino ad arrivare ai 406 mm delle navi da battaglia Iowa e ai 460 mm delle classe Yamato. Con la seconda guerra mondiale le corazzate persero il loro ruolo dominante, e le artiglierie furono progressivamente sostituite da missili, che, richiedendo meccanismi di lancio più leggeri dei cannoni, permisero di ridurre la stazza delle navi, quindi attualmente le navi armate di cannoni (corazzate) sono utilizzate unicamente per il bombardamento costiero. In generale, le unità contemporanee sono armate solo con uno o due cannoni di calibro intorno ai 130 mm, o 5 pollici a tiro rapido, essenzialmente in funzione contraerea.

### Artiglieria costiera
L'artiglieria costiera o artiglieria da costa comprende le artiglierie utilizzate per difendere un tratto di costa dagli attacchi provenienti da flotte nemiche. L'artiglieria costiera si è particolarmente sviluppata dal XVII al XIX secolo, nel corso del XX secolo ha perso progressivamente di importanza, quando le corazzate hanno perso il loro ruolo di capital ship a favore delle portaerei. Attualmente l'artiglieria costiera non ha più nessun ruolo.

### Artiglieria contraerea

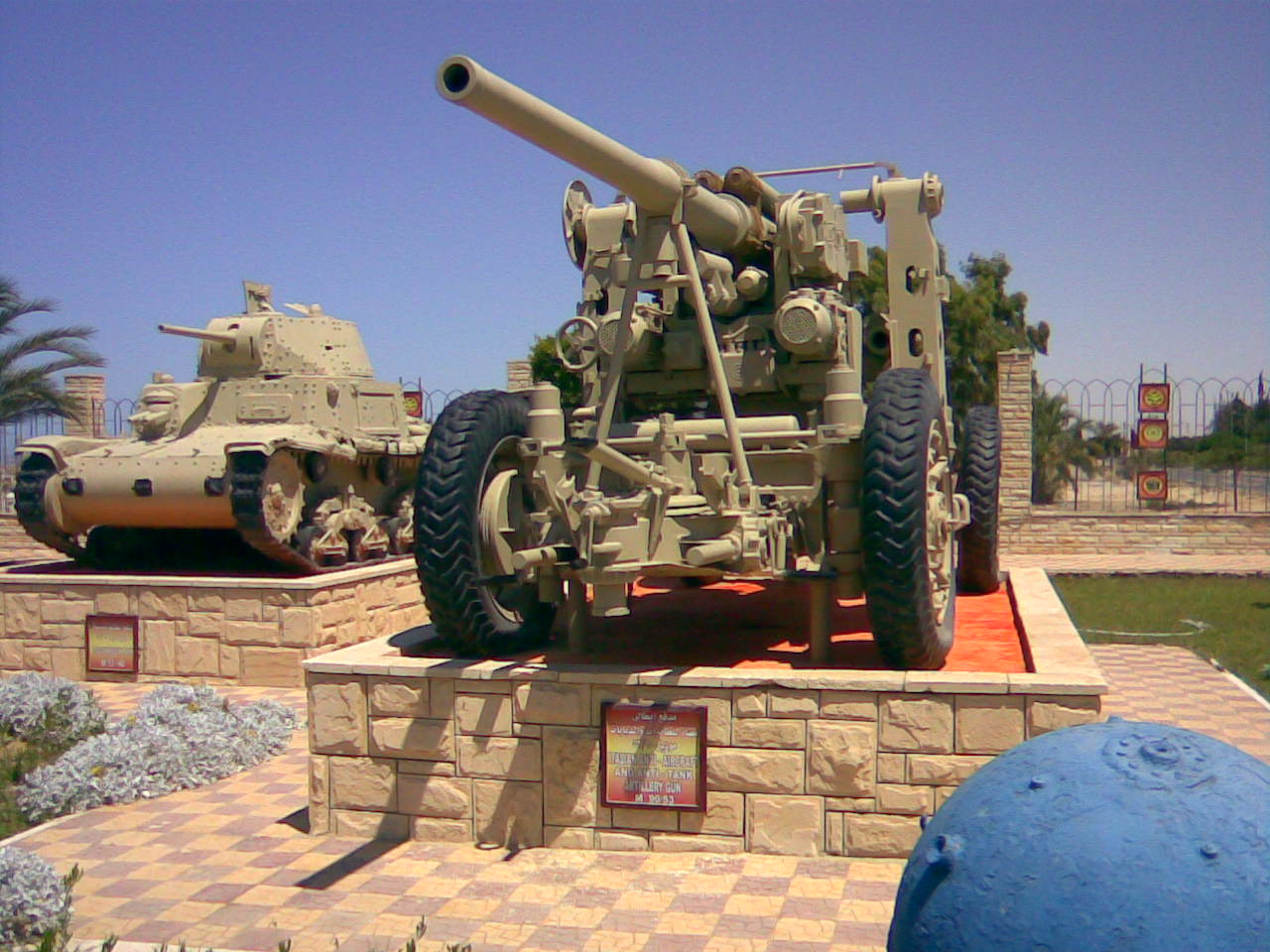
Cannone contraereo 90/53 Mod 39 della II guerra mondiale esposto al museo della battaglia di El Alamein (Egitto)

L'artiglieria contraerea si è sviluppata nelle forze armate mondiali a partire dalla prima guerra mondiale, raggiungendo la sua maturità nel corso della seconda guerra mondiale e negli anni immediatamente successivi. A partire dagli anni sessanta i missili contraerei stanno prendendo sempre più spazio nei confronti dei cannoni.
In Italia 20 gennaio 1915 fu costituito il I Reparto di Artiglieria Contraerei su 3 Sezioni, le quali ben presto divennero 3 Batterie.
Nel 1916 questa specialità raggiunse 69 batterie e 25 Sezioni. Inizialmente si adottò materiale da campagna da 75A/27/906, 75/27/906 e 75/27/911 su installazioni di ripiego ed adottando per il tiro metodi empirici; un forte passo avanti fu fatto invece con l'adozione di materiale 75/27 appositamente costruito (su affusto a candeliere) ed autoportato e con l'adozione per il tiro di una vera e propria centrale (non meccanica), che riusciva, con i molti serventi di cui disponeva, a suddividere e sincronizzare abbastanza bene il diverso lavoro che era necessario compiere per la ricerca dei dati di tiro. Successivamente le Batterie contraerei aumentarono ancora, finché l'Ordinamento post bellico già contemplava un Reggimento Contraerei per Corpo d'Armata.
Nell'armamento, si addivenne all'adozione delle mitragliere da 20 mm, di quelle da 40 mm ed infine, del materiale da 90 mm, che tanto impiego e tanto sviluppo ebbe poi nella seconda guerra mondiale. anche come artiglieria contro carri.
Nel 1930, infine, fu costituita la Milizia per la Difesa Aerea Territoriale (M.D.A.T.) che si chiamò in seguito Milizia per la Difesa Contraerei Territoriale (prima M.D.C.A.T., poi M.DI.C.A.T.), con gli stessi criteri seguiti per la Milizia da Costa.
A tale Milizia il Regime aveva assegnato il compito di predisporre in tempo di pace e di attuare in tempo di guerra, in concorso con le unità contraeree delle Forze Armate, la difesa territoriale del Paese da attacchi aerei nemici.

### Artiglieria controcarri
L'artiglieria controcarri, intesa come uso dei cannoni nel ruolo anticarro, si è sviluppata insieme ai carri armati per tutta la seconda guerra mondiale. Successivamente ha perso progressivamente di importanza a favore delle armi (individuali o di reparto) controcarro (inizialmente il bazooka e successivamente i missili anticarro).